# مینکن فوسایم
مینکن فوسایم (انگلیسی: Minken Fosheim; ۲۰ مارس ۱۹۵۶ – ۷ ژوئن ۲۰۱۸) هنرپیشه، نویسنده اهل نروژ بود.
از فیلم‌ها یا برنامه‌های تلویزیونی که وی در آن نقش داشته‌است می‌توان به دنیای سوفی اشاره کرد.